# Watersnood van 1775

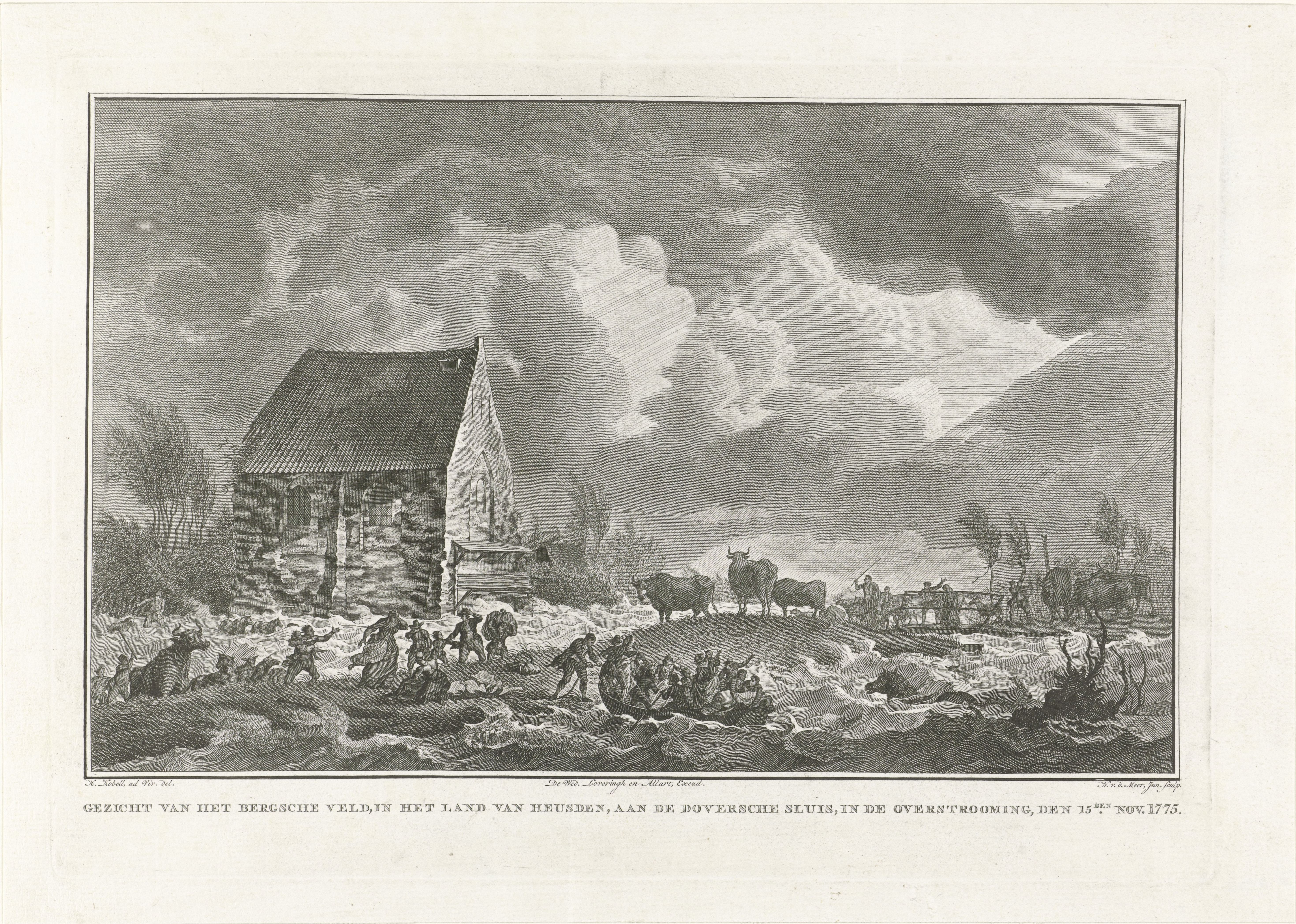
Overstroming van het Bergse Veld in het Land van Heusden, 15 november 1775. Titel: Gezicht van het Bergsche Veld, in het Land van Heusden, aan de Doversche Sluis, in de overstrooming, den 15den nov. 1775.

Tijdens de watersnood van 1775 braken op 14 en 15 november 1775 door een zware noordooster storm op veel plaatsen de dijken door in Nederland. Vooral Noordwest-Overijssel werd zwaar getroffen. Het dorp Beulake werd vrijwel geheel verwoest. In Mastenbroek verdronken zeventien, in Kamperveen negen en in Oosterwolde twintig mensen. De stad Kampen kwam onder water te staan door een dijkdoorbraak in de buurt. De overstroming ging zo snel, dat de stad al onder water stond nog voordat inwoners in staat waren hun huisraad van beneden naar boven te brengen, vee naar hoger gelegen gebieden te vervoeren en zichzelf in veiligheid te brengen. Te Elburg verdronken 28 mensen. Ook op andere plaatsen braken dijken door, zoals op Texel en in het rivierengebied. In Amsterdam behoedde Jacob Eduard de Witte de stad voor een ramp, door de Amstelschutsluis en de schutsluizen in de stadsvesten te openen. Ten noorden van Amsterdam braken wel dijken door en een deel van Waterland stroomde onder water. Het dorp Oosthuizen wordt getroffen door overstromingen na de dijkdoorbraak bij Warder. Rondom de muren van Amsterdam was enkel water te zien.
Een jaar later wordt het Zuiderzeegebied opnieuw getroffen door een watersnoodramp, de watersnood van 1776. Waarschijnlijk ging het in 1775 om een noordoosterstorm en in 1776 om een zuidwesterstorm. Het waren beide zware stormen met een geschatte herhalingstijd van 254 jaar.

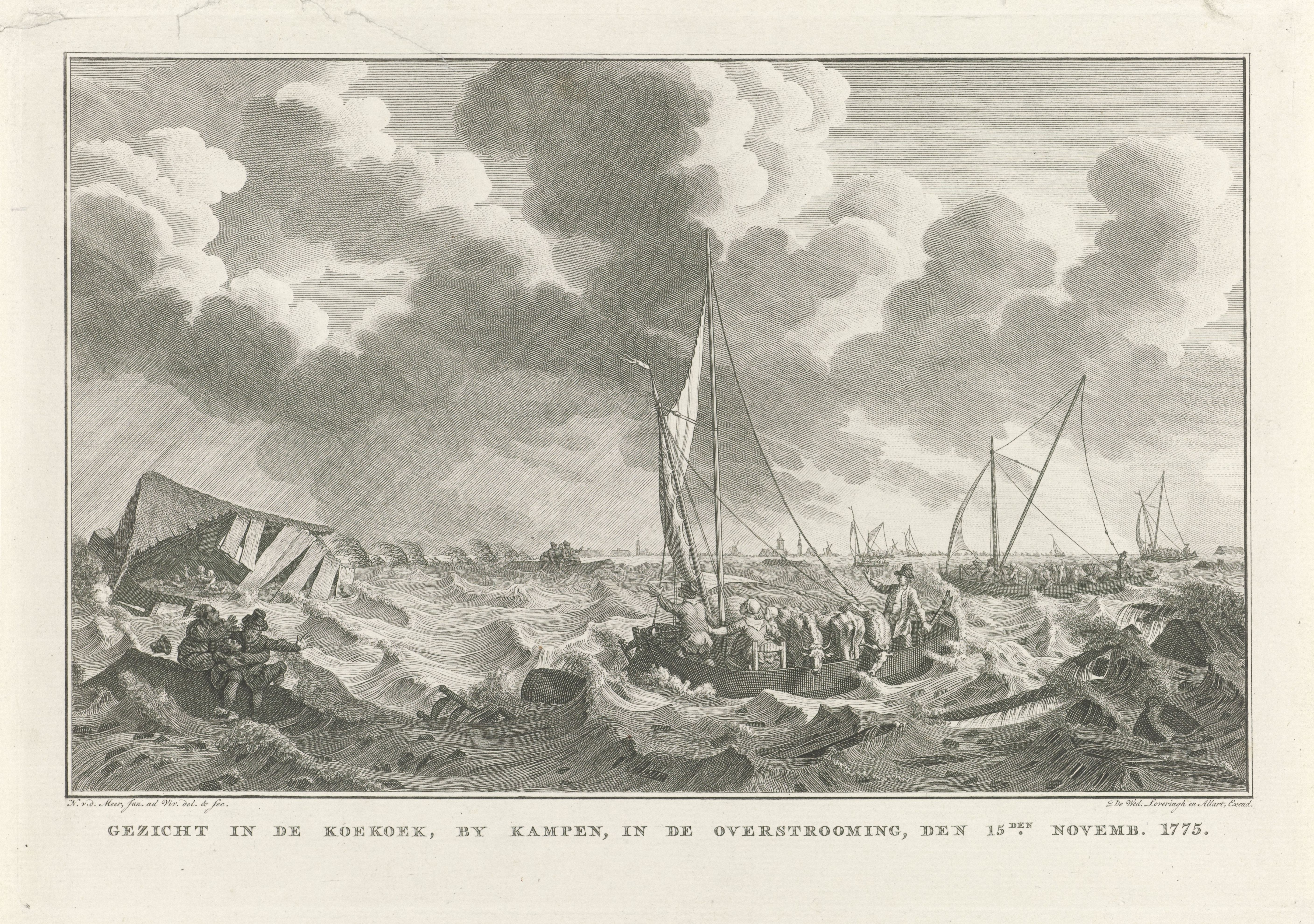
Overstroming bij Kampen op 15 november 1775. Links bezwijkt een huis waarin een moeder met kind om hulp roept. Op de voorgrond zitten drie mensen op het dak van een huis. Zeilschepen proberen mensen en vee te redden. Aan de horizon de stad Kampen.